# Château de Nogent-en-Bassigny
Le château de Nogent-en-Bassigny, ou château de Nogent-le-Roi, est un ancien château fort qui était situé sur la commune de Nogent, à 18 km au nord de Langres et à 18 km au sud-est de Chaumont, dans le département de la Haute-Marne en région Grand Est. Il a arrêté d'être entretenu à la fin du XVIIe siècle puis a été progressivement détruit.

## Localisation

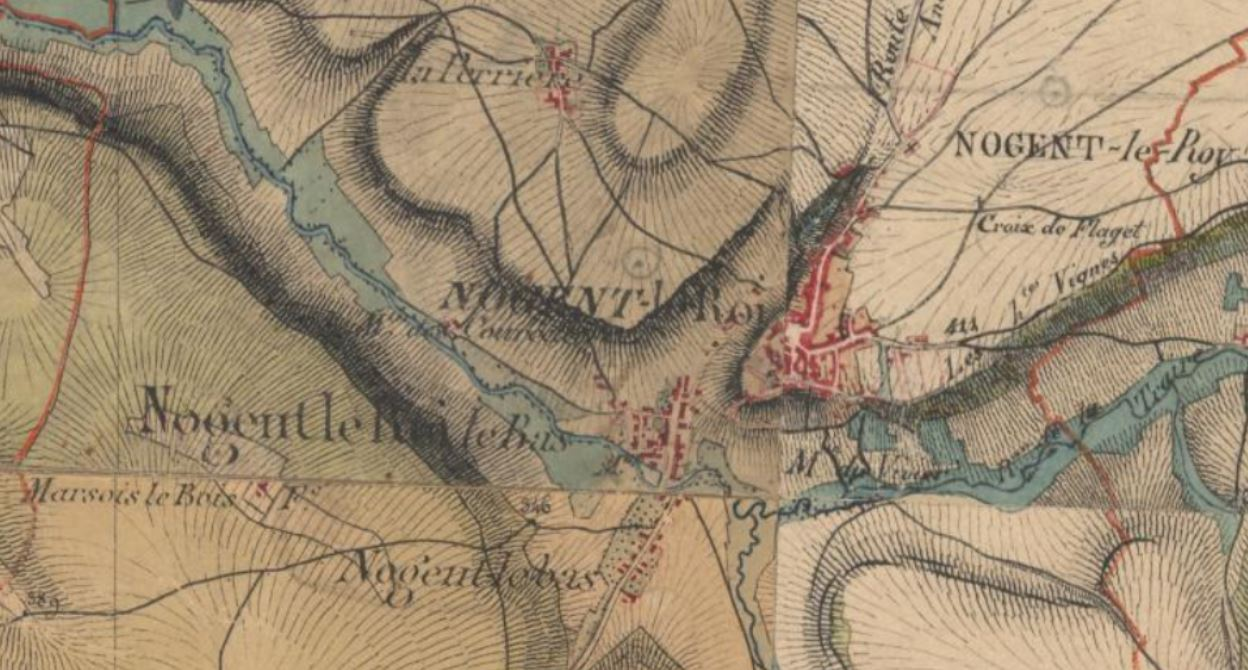
Nogent sur la carte d'état-major, datant du milieu du XIXe siècle.

Le château de Nogent-en-Bassigny est construit sur un plateau rocheux, à 400 mètres d'altitude, et domine la vallée de la Traire, un affluent de la Marne. Il borde une ancienne voie romaine allant de Langres à Reims et est situé dans une ancienne région appelée Bassigny.
Dès l'antiquité, le site est l'emplacement d'un castrum,  probablement destiné à défendre ce passage,. Le nom de Nogent vient de novio, élément gaulois signifiant nouveau, et le suffixe entum indiquant un village ou un habitat, et signifie donc le nouveau village.

## Historique

### Fondation

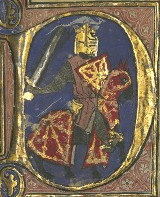
Le comte de Champagne Thibaut IV.

Le château est d'abord le château féodal de la famille de Nogent-en-Bassigny, dont la construction remonte probablement à la fin du XIe siècle ou au début du XIIe siècle.
Mais en 1233, le comte Thibaut IV de Champagne assiège le château et le prend par la force pour en devenir le nouveau seigneur,. La raison de cette expropriation n'est pas clairement définie mais pourrait être en relation avec la guerre de succession de Champagne, où le fils du seigneur de Nogent comptait parmi les opposants au comte de Champagne, ou à la future arrivée d'un nouveau danger pour les comtes en la personne d'Alix de Champagne dont le seigneur de Nogent pourrait devenir un partisan.
Quoi qu'il en soit, Thibaut IV convoque son ost au château de Montéclair en août 1233 et le château de Nogent tombe peu de temps après pour devenir la propriété du comte de Champagne. Peu après, ce dernier devient également roi de Navarre et, à l'instar du château de Montigny, Nogent-en-Bassigny commence à prendre le nom de Nogent-le-Roi,.
Nogent devient ensuite une prévôté sous la juridiction du bailliage de Chaumont que les comtes de champagne avaient acquis précédemment, tandis que le château est placé sous la garde d'un châtelain. Enfin, en juin 1253, Thibaut IV affranchi les habitants de Nogent.
En 1285, Nogent est rattaché avec le comté de Champagne au royaume de France.

### À travers les guerres

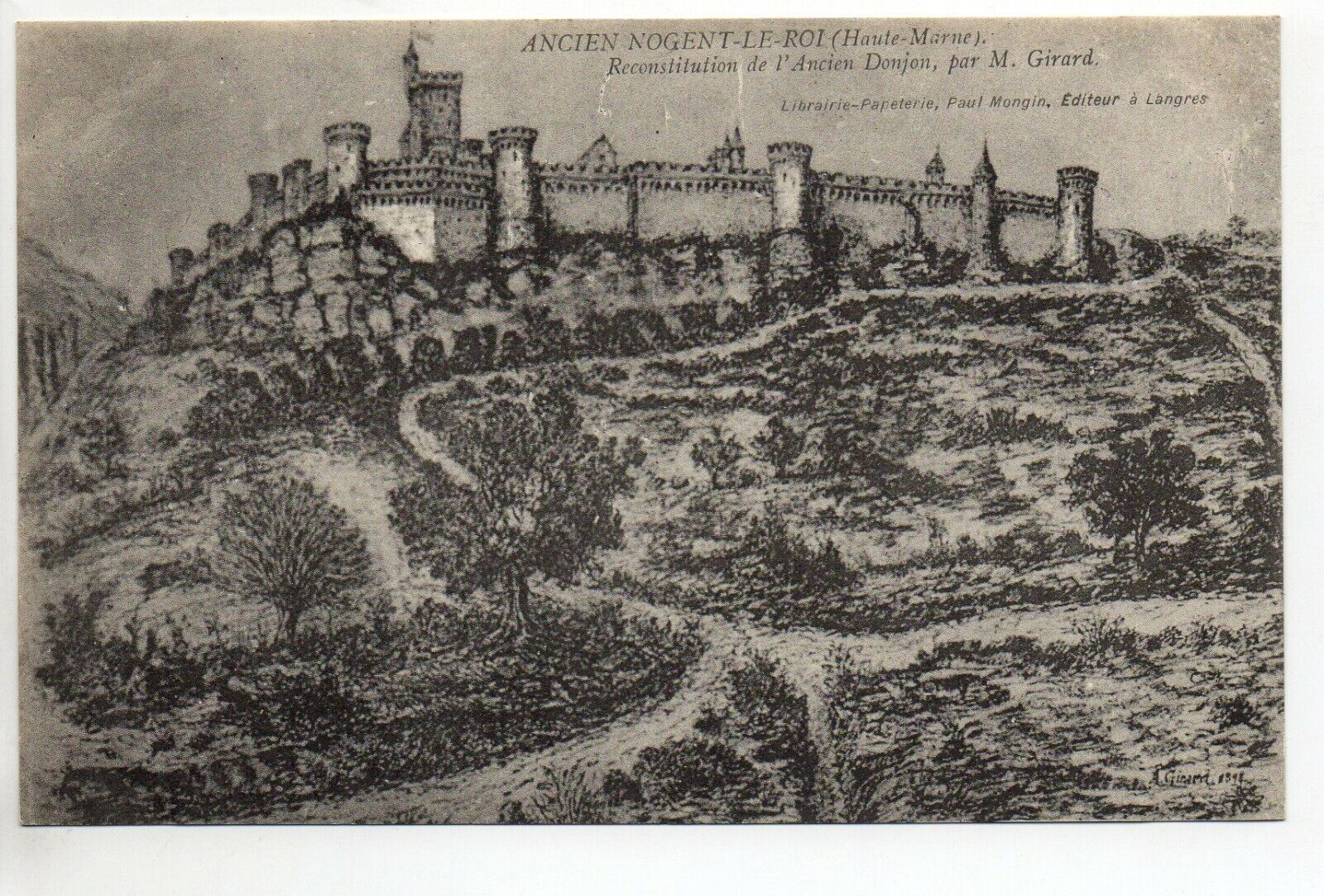
Reconstitution du château de Nogent-le-Roi, dessin de Monsieur A. Girard.

En 1104, le seigneur de Nogent, Renier Ier, souhaite devenir suzerain sur ses terres et refuse de rendre hommage à l'évêque de Langres, Robert de Bourgogne. Ce dernier fait alors le siège de Nogent avec le comte de Champagne Hugues Ier afin de soumettre son vassal récalcitrant.
En 1233, le comte Thibaut IV de Champagne assiège le château de Nogent et le confisque à la famille de Nogent-en-Bassigny pour son propre profit puis en améliore les fortifications.
Pendant la guerre de Cent Ans, le château est pris une première fois par les Anglais pendant une courte période avant d'être pris une seconde fois en 1417 par les Anglo-Bourguignons qui en restent maîtres jusqu'en 1435 où ils sont chassés par Jean de Vergy, un ancien allié des Anglais. Ce dernier, voulant se faire payer ses services, demande trois-mille écus pour rendre la ville. Mais les habitants ne peuvent lui payer cette somme, aussi le roi lui laisse Nogent jusqu'au paiement de la somme convenue, ce qui est fait quatre années plus tard et Nogent est enfin réuni au domaine royal,.
Par la suite, les rois Louis XII et François Ier font renforcer les remparts de Nogent. Lors des guerres de Religion, le château est aux Ligueurs et la commission dictatoriale de Chaumont en donne le commandement au capitaine Cappedefer avec quelques hommes du château de Biesles.

### Destruction

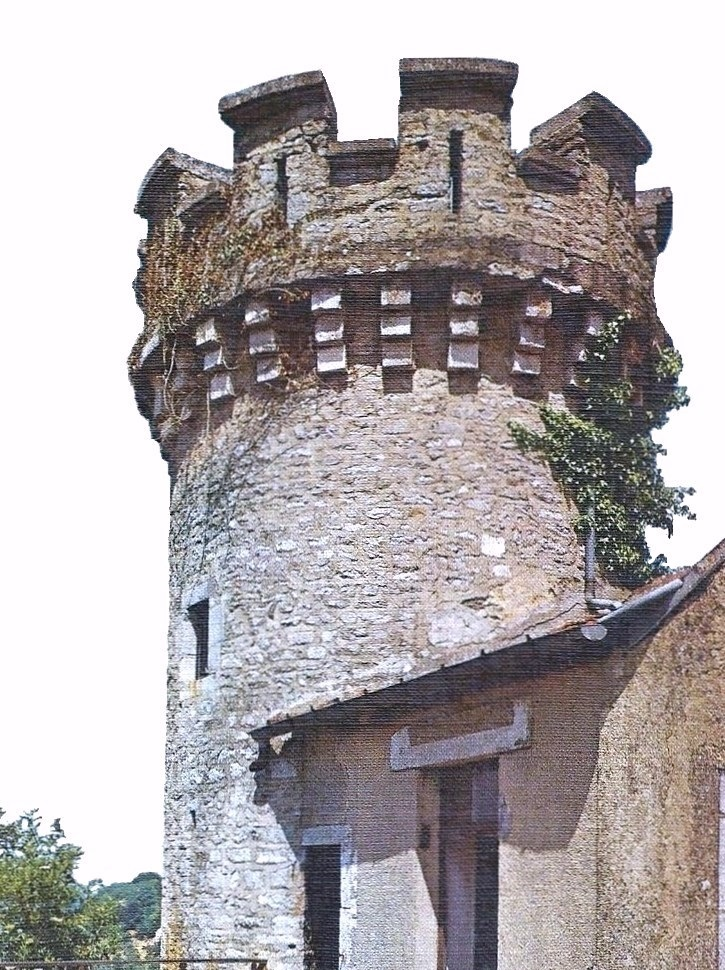
le Donjon

En 1635, le cardinal Richelieu, qui souhaite faire disparaitre la plupart des châteaux situés à l'intérieur du royaume sous prétexte qu'ils peuvent servir de lieu de retraite aux mécontents du pouvoir royal, donne l'ordre de démolir le château de Nogent, mais les habitants en demande la conservation, et la démolition est annulée sous réserve que ceux-ci se chargent seuls de le garder sous le commandement d'un gouverneur et d'un lieutenant nommés par le roi.
Le château existe encore à la fin du XVIIe siècle, mais faute de réparations il commence à s'écrouler et est en état de ruine. Seule subsiste aujourd'hui une tour d'angle reconstruite au XIXe siècle, appelée à tort le Donjon.

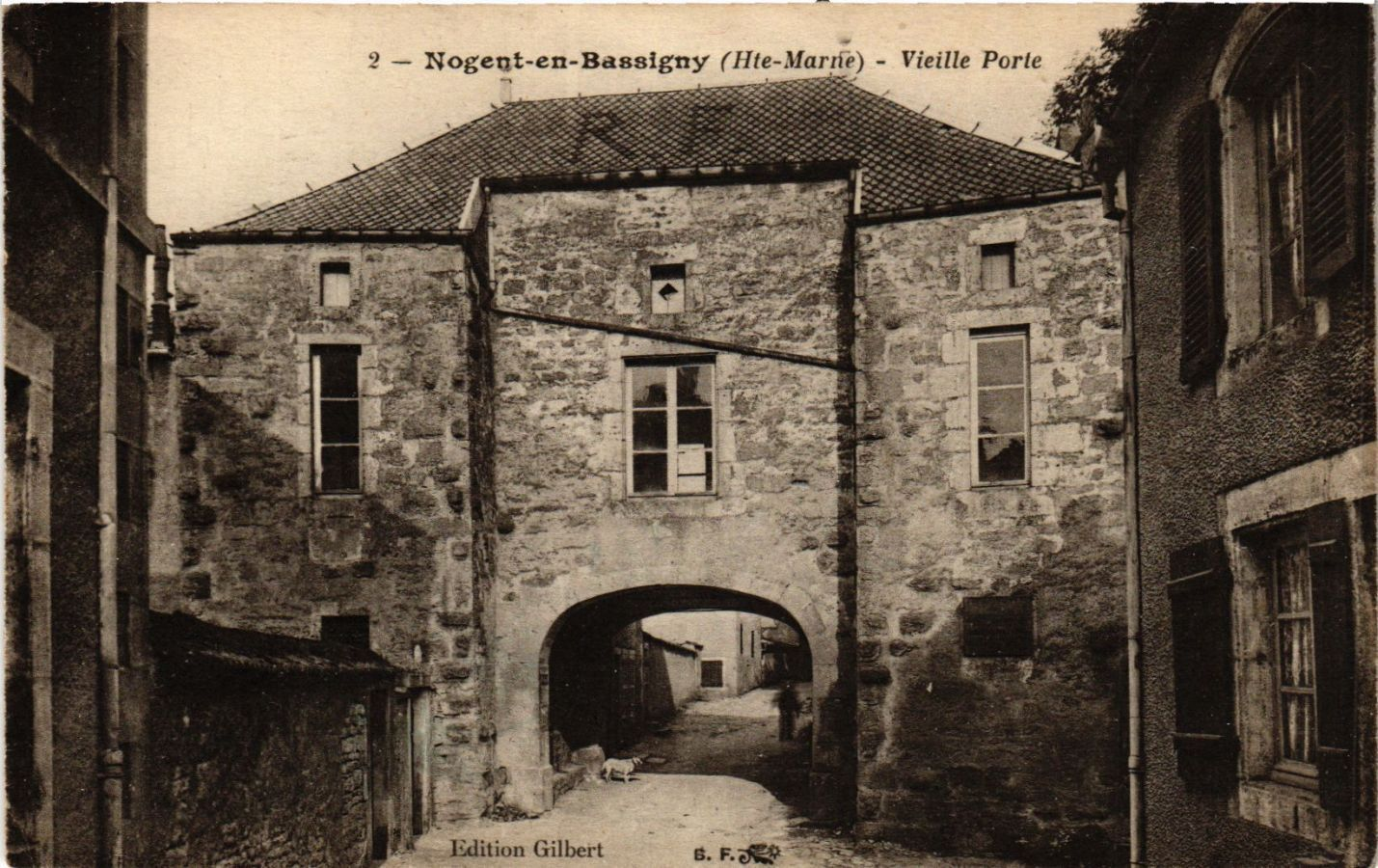
Porte de l'ancien château.
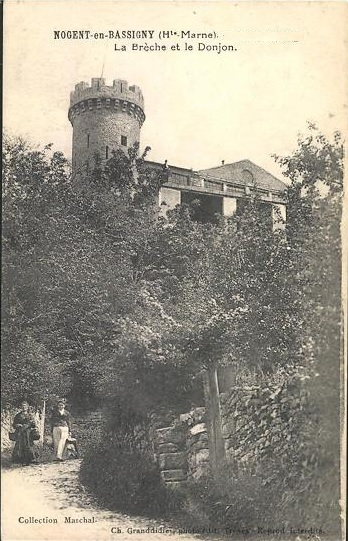
Tour de l'ancien château.
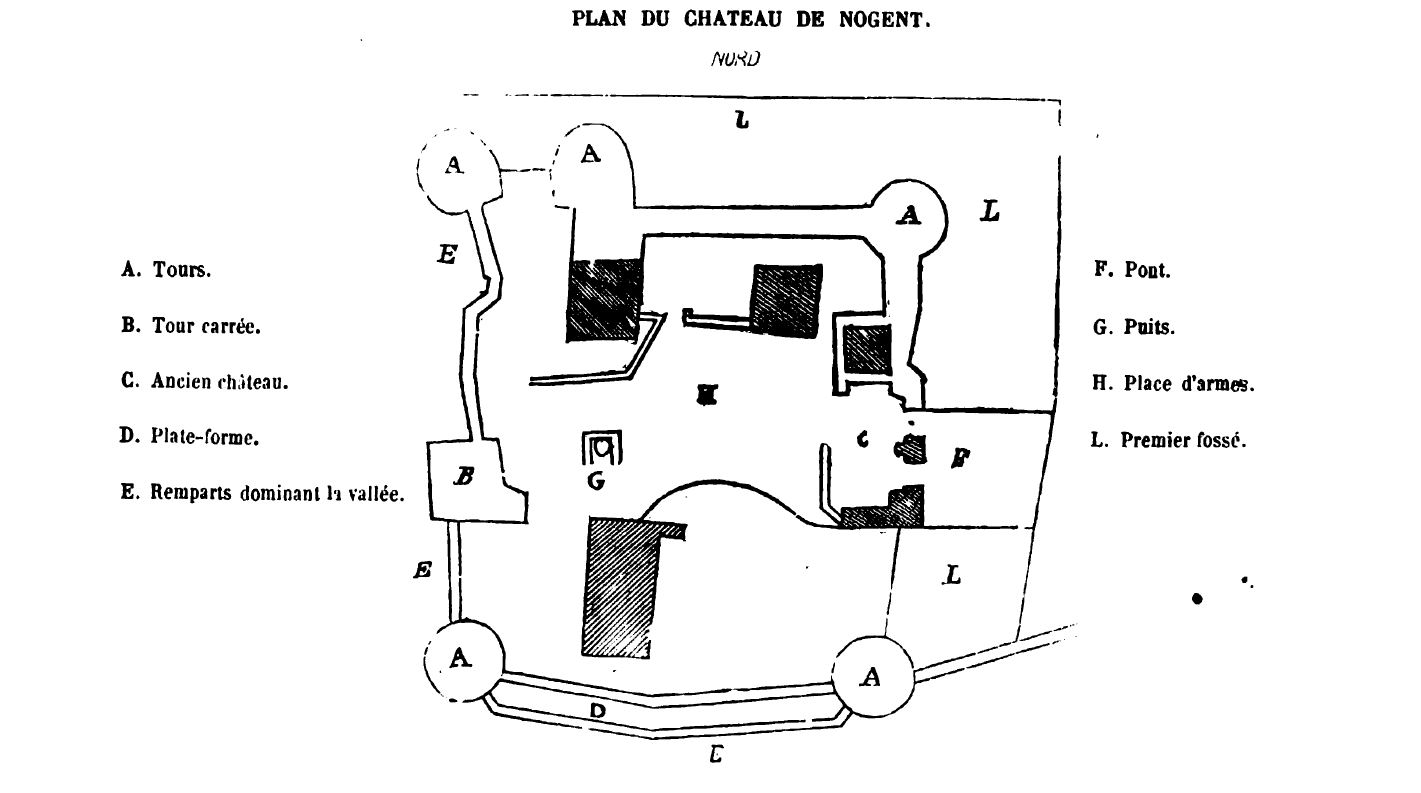
Plan du château.
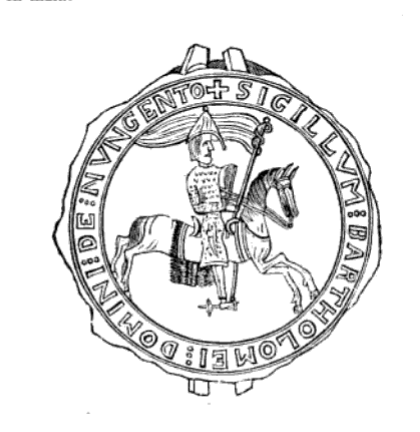
Sceau de Barthélemy II, seigneur de Nogent à la XIIe siècle.